# Aeroporto di Čokurdach
L'Aeroporto di Čokurdach in russo Аэропорт Чокурдах? è un aeroporto civile situato nella Sacha-Jakuzia, in Russia, a 1 km a nord dalla città di Čokurdach.

## Dati tecnici
L'Aeroporto di Čokurdach è dotato di una pista attiva asfaltata di 2.000 m х 50 m di classe C attrezzata per l'atterraggio/decollo degli aerei Antonov An-2, Antonov An-12, Antonov An-24, Antonov An-26, Antonov An-74, Yakovlev Yak-40, Ilyushin Il-14, Ilyushin Il-18 e degli elicotteri Mil Mi-8.

L'Aeroporto di Čokurdach è aperto dalle 21.00 alle 11.00 (ora UTC) tutto l'anno.